# Ким Чен Ир
Ким Чен Ир (кор. 김정일?, 金正日?, по Концевичу — Ким Чонъи́ль, имя при рождении — Ю́рий Ирсе́нович Ким, 16 февраля 1941, Вятское, Хабаровский район, Хабаровский край, РСФСР, СССР — 17 декабря 2011, Пхеньян, КНДР) — северокорейский государственный, политический, партийный и военный деятель, Великий руководитель Корейской Народно-Демократической Республики, Генеральный секретарь ЦК Трудовой партии Кореи, Верховный главнокомандующий Корейской народной армии, Председатель Государственного комитета обороны КНДР. Сын Ким Ир Сена, отец Ким Чен Ына. Генералиссимус КНДР (2012, посмертно) и четырежды Герой КНДР.

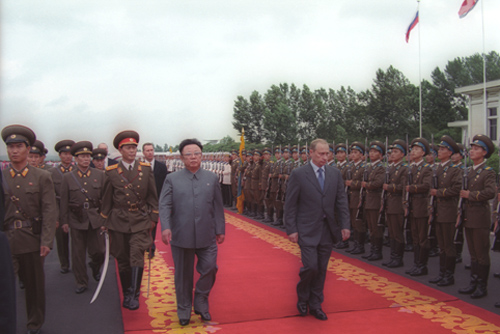
Ким Чен Ир с В. В. Путиным. Пхеньян, июль 2000 года.

Ким Чен Ир управлял КНДР в условиях репрессивной и тоталитарной диктатуры. Он возглавил страну во время катастрофического экономического кризиса на фоне распада Советского Союза, от которого она сильно зависела в торговле продовольствием и другими товарами, что привело к голоду в 1990-х годах. Нехватка продовольствия оставалась опасной проблемой на протяжении всего периода правления Ким Чен Ира. Он увеличил значимость военных при помощи ведения политики «сонгун» («армия на первом месте»), сделав военные силы ключевым организатором гражданского общества в стране. Во время правления Ким Чен Ира также были проведены первые экономические реформы, в том числе открытие Кэсонского промышленного парка в 2003 году. В апреле 2009 года в конституцию страны были внесены поправки, согласно которым Ким Чен Ир и его преемники стали называться «верховными лидерами КНДР».

## Детство и образование
Ким Чен Ир родился 16 февраля 1941 года в семье Ким Ир Сена (1912—1994) и Ким Чен Сук (1917—1949). Местом его рождения принято считать село Вятское Хабаровского края. При рождении он был назван Юрием Ирсеновичем Кимом, однако северокорейская историография утверждает, что Ким Чен Ир родился в бревенчатой хижине в тайном партизанском лагере у пика Чансубон, возле самой высокой и почитаемой горы КНДР — Пэктусан (уезд Самджиён). Раннее детство провёл в селе Вятское, где была расквартирована 88-я отдельная стрелковая бригада РККА, одним из батальонов которой командовал его отец — в то время капитан Красной Армии.
В ноябре 1945 года Ким Чен Ира перевезли в Пхеньян, куда месяцем раньше уже вернулся его отец. Официальная биография утверждает, что он получил школьное образование в 1950—1960 годах в школе для детей партийных работников в Пхеньяне. Однако по мнению иностранных исследователей в 1950 году, с началом Корейской войны, Ким Чен Ир покинул Корею, отправившись в Маньчжурию.
В школьные годы проявлял интерес к политике, был активистом Детского Союза и Союза демократической молодёжи. Согласно официальной биографии, в 1957 году возглавил отделение Союза демократической молодёжи в своей школе, выступал за усиление идеологического воспитания сверстников и организовывал состязания по знанию марксистской теории. Кроме того, в школе он интересовался музыкой, сельским хозяйством и ремонтом автомобилей: во время школьных практических занятий самостоятельно ремонтировал грузовики и электродвигатели, а также вместе с одноклассниками посещал заводы и колхозы.
По воспоминаниям северокорейского перебежчика, бывшего председателя Верховного Народного собрания КНДР Хван Чжан Ёпа, Ким Чен Ир в школе действительно активно интересовался политикой, а на учёбу ездил на мотоцикле. В 1959 году Ким Чен Ир вместе с отцом ездил в Москву на XXI съезд КПСС.
В сентябре 1960 года Ким Чен Ир начал учёбу в экономическом колледже Университета имени Ким Ир Сена, где изучал марксистскую политическую экономию, а также философию и военное дело. Он проходил трудовую практику на Пхеньянском заводе по производству ткацкого оборудования, также был дорожным рабочим и устанавливал телевещательное оборудование. В университете к Ким Чен Иру обращались не иначе как «Сын премьер-министра», а в учителя ему были назначены руководители факультетов и лучшие профессора. Окончил университет в апреле 1964 года, защитив диплом на тему «Место и роль уезда в строительстве социализма». По версии южнокорейских СМИ, настоящим автором дипломной работы был профессор Чон Йон Шик.
По другим сведениям, в пхеньянском университете Ким Чен Ир начал учиться только в 1962 году, а с 1960 по 1962 год учился в воздушной академии ГДР. В 1970-х годах во время визитов к премьер-министру Мальты Доминику Минтоффу он изучал в Мальтийском университете английский язык.

## Начало карьеры
22 июля 1961 года вступил в Трудовую партию Кореи. Согласно северокорейским источникам, Ким Чен Ир с 19 июня 1964 года начал работу в Центральном Комитете Трудовой партии Кореи под руководством своего дяди[уточнить], занимал должности инструктора, заместителя заведующего, а затем заведующего отделом ЦК.
Согласно официальной биографии, Ким Чен Ир боролся в партии и армии с инакомыслием, волюнтаризмом и бюрократизмом. Он курировал партийное отделение пропаганды и агитации и постепенно поднимался в должностях. В 1970-х годах по его заказу был снят один из главных пропагандистских фильмов КНДР того времени — «Цветочница» (1972), который стал частью Золотого фонда северокорейского кинематографа.
В сентябре 1973 года он избирается секретарём ЦК партии, а в апреле 1974 года — членом Политкомитета (Политбюро) ЦК ТПК и преемником председателя партии Ким Ир Сена. В 1970-е годы в корейской прессе его начинают называть «Центром партии» (당중앙, раньше это был не титул одного человека, а другое название ЦК).
В октябре 1980 года на VI съезде Трудовой партии Кореи Ким Чен Ир был избран членом Президиума Политбюро ЦК, Секретарем ЦК, членом Центрального Военного Комитета партии. Пропаганда начала восхвалять его сверхчеловеческую мудрость с той силой, с какой она воспевала только деяния его отца. С февраля 1982 года депутат Верховного народного собрания Корейской Народно-Демократической Республики.
Согласно некоторым сведениям, Ким Чен Ир руководил работой спецслужб. Его обвиняли в организации теракта в 1983 году в Бирме (ныне Мьянма), в результате которого погибли 17 официальных лиц из Республики Корея, и во взрыве южнокорейского авиалайнера в 1987 году, когда погибли 115 человек. Доказательств вины Ким Чен Ира нет, однако международные аналитики полагают, что Ким Ир Сен продолжал контролировать внешнюю политику на протяжении 1980-х гг., предоставляя сыну больше контроля за внутренними делами.
24 декабря 1991 года на пленарном заседании ТПК Ким Ир Сен объявил о передаче своих полномочий верховного главнокомандующего Корейской Народной Армии Ким Чен Иру. Через четыре месяца, 13 апреля 1992 года Ким Ир Сену было присвоено звание Высшего Маршала, а спустя неделю Ким Чен Ир получил звание Маршала КНДР. В апреле следующего года Ким Чен Ир стал председателем Государственного комитета обороны КНДР.

## Во главе государства
Ким Ир Сен скончался от сердечного приступа 8 июля 1994 года. «Вечный президент» был похоронен в мавзолее, специально переделанном из его дворца-резиденции, а в стране начался трёхлетний траур.
12 июля 1994 года на закрытом пленуме ЦК ТПК было принято решение о передаче всей полноты власти в стране Ким Чен Иру. 6 октября Ким Чен Ир был впервые официально назван титулом «великий руководитель», тогда как отца называли «великий вождь». С момента смерти отца Ким Чен Ир фактически руководил страной и ТПК, курировал экономику, культуру и национальную оборону, руководил осуществлением ядерной программы страны, определял политику в отношении Южной Кореи. 8 октября 1997 года было опубликовано Специальное сообщение Центрального комитета Трудовой партии Кореи и Центрального военного комитета Трудовой партии Кореи, в котором народу было сообщено об избрании «великого руководителя» товарища Ким Чен Ира на пост Генерального секретаря Трудовой партии Кореи. Спустя год, 5 сентября 1998 года, Ким Чен Ир был избран на пост Председателя Государственного комитета обороны КНДР — пост, который предусматривает руководство и командование политическими, военными и экономическими силами страны в целом.
В апреле 2009 года Верховное народное собрание КНДР заново утвердило Ким Чен Ира на посту председателя Национального комитета обороны.
28 сентября 2010 года Ким Чен Ир был вновь переизбран на проходящей в Пхеньяне партконференции генеральным секретарём Трудовой партии Кореи.

### Внутренняя политика

#### «Сонгун»
Ким Чен Ир продолжил утверждать в КНДР идеологию чучхе («социализма с опорой на собственные силы»), которая вытеснила в стране идеи марксизма-ленинизма в 1970-е годы и заключалась в изоляционизме и безоговорочной вере в «великого вождя». 8 июля 1971 года в Северной Корее было принято новое летосчисление, началом которого служил 1912 год — год рождения Ким Ир Сена. В дополнение к чучхе в 1995 году Кимом-младшим была провозглашена новая идеология «сонгун», подразумевавшая ведущую роль армии в общественно-политической жизни Северной Кореи, а государственная риторика была окончательно очищена от марксистской терминологии. Одновременно с этим Ким Чен Ир предпринял ограниченную либерализацию экономики: в городах появились первые рынки, хотя продолжения данные реформы не имели.
В сентябре 2009 года стало известно, что в конституцию КНДР были внесены поправки, в частности были исключены все упоминания коммунизма. Власти Северной Кореи пришли к выводу о том, что воплотить в жизнь коммунистические идеи слишком сложно. В новой версии документа коммунистическая идеология была заменена на идеологию сонгун. Помимо этого, за Ким Чен Иром закреплялось новое звание — «верховный лидер».

#### Права человека
КНДР в годы правления Ким Чен Ира периодически обвиняли в нарушениях прав человека, таких как публичные казни, рабство, принуждения к абортам, похищения японских и южнокорейских граждан, а также создание трудовых концентрационных лагерей. СМИ находятся под полным контролем правительства, пропаганда круглосуточно работает в теле- и радиоэфире, прослушивание зарубежных передач строго запрещено.

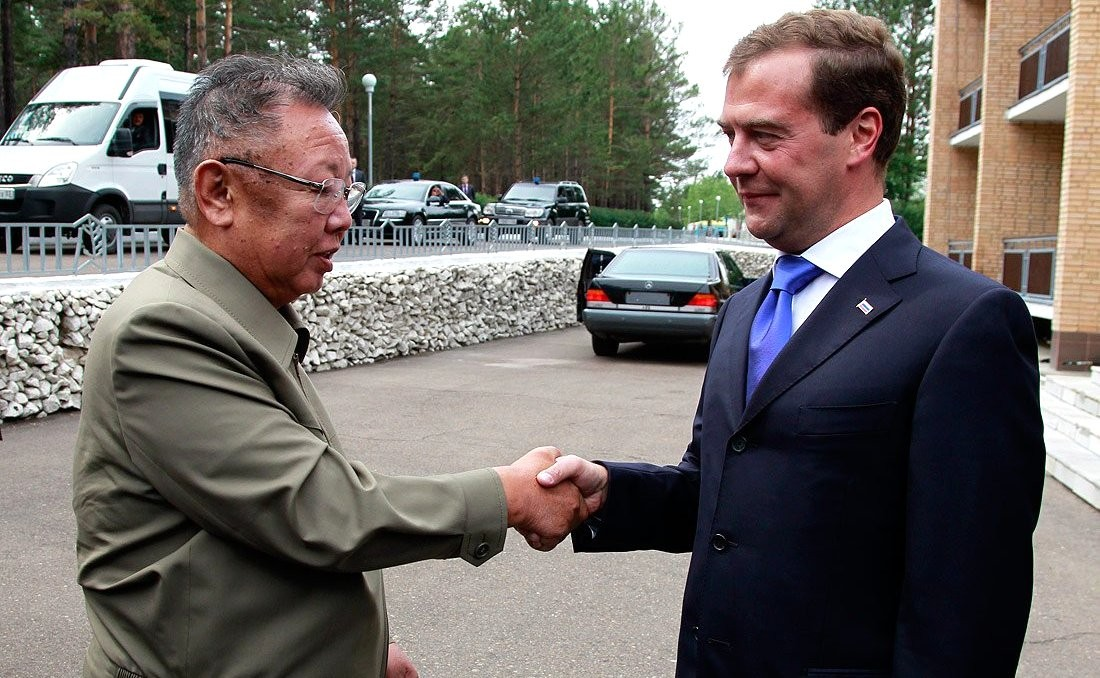
Ким Чен Ир с Д. А. Медведевым. Россия 2011 год.

#### Культ личности
В годы правления Ким Чен Ира в КНДР продолжалась политика прославления и обожествления его личности, характерная и для времени правления его отца. Международные журналисты часто сравнивали культ личности Ким Чен Ира с культом личности Сталина и с феодальной корейской монархией, правившей до 1910 года. Портреты Ким Чен Ира украшают все общественные учреждения[уточнить]. С 1980-х годов биография Ким Чен Ира, как и биография его отца, стала официальным предметом для изучения в школах. Все книги или статьи начинаются с цитат из его работ, а имя вождя в северокорейских печатных изданиях набирается специальным жирным шрифтом. В честь Ким Чен Ира слагают стихи, устраиваются салюты, ему адресуют свои выступления артисты страны, а день рождения вождя является государственным праздником.
В стране считается, что Ким Чен Ир — замечательный композитор, причём шесть опер, авторство которых ему приписывается, были написаны за два года. Его труды «Об идеях чучхе», «О некоторых вопросах, возникающих при изучении философии чучхе», «О киноискусстве», «О литературе, основанной на принципе чучхе» считаются классическими. В стране считается, что он — великий архитектор, создавший план «Башни Чучхе» в Пхеньяне.
Несмотря на это, Ким Чен Ир до смерти своего отца старался не появляться на публике и ни разу в жизни не делал публичных обращений к нации. По северокорейскому телевидению его голос был слышен один единственный раз: во время военного парада в 1992 году он подошёл к микрофону и сказал: «Слава солдатам-героям Народной армии!». В 2004 году международные эксперты отметили, что Ким Чен Ир решился ослабить свой культ личности. В частности, со стен кабинетов официальных лиц были убраны его портреты, а северокорейские СМИ перестали его называть «любимым руководителем нации».

### Внешняя политика

#### Южная Корея
Ким Чен Ир предпринял новые шаги по сближению с Южной Кореей, подписав договор «политики солнечного света» с президентом Ким Дэ Чжуном, подразумевавший открытие совместных предприятий в специальном промышленном регионе Кэсон на границе двух государств, а также развитие туристического региона Кымгансан, куда с 1998 года было разрешено прибывать туристам из Южной Кореи.
В 2008 году к власти в Южной Корее пришёл президент Ли Мён Бак, который занял жесткую позицию по отношению к КНДР. Отношения между странами обострились. В ответ власти Северной Кореи приостановили реинтеграцию и обвинили Ли Мён Бака в попытках организовать покушение на Ким Чен Ира. В январе 2009 года КНДР объявила о выходе из всех ранее достигнутых мирных договоренностей, а в феврале 2009 года о своей готовности к войне с Южной Кореей. Однако уже в марте Северная Корея разрешила въезд в промышленную зону Кэсон и восстановила телефонную связь с Южной Кореей.

#### Китай
В 2006 году Ким Чен Ир во время визита в Китай выразил восхищение экономическими достижениями КНР, что дало повод для экспертов полагать, что он собирается в ближайшее время провести экономические реформы наподобие китайских.
Благодаря гуманитарной помощи США, Японии и Южной Кореи проблема нехватки продуктов отступила в КНДР на второй план, однако в стране по-прежнему действовали концентрационные лагеря для политзаключенных и проводились массовые казни. Кроме того, в Северной Корее остро ощущался недостаток топливных ресурсов.

#### Ядерное оружие
На международной арене главной темой для Северной Кореи стала её ядерная программа, которая разрабатывалась ещё в период правления Ким Ир Сена. В 1994 году усилия администрации США привели к подписанию рамочных соглашений, в соответствии с которыми программа была законсервирована. КНДР получила значительные объёмы зарубежной помощи, однако впоследствии стало очевидно намерение Кима продолжать ядерные разработки. В январе 2002 года президент США Джордж Буш-младший назвал КНДР государством — членом международной «оси зла» наравне с Ираном и Ираком. В конце 2002 года представители КНДР сообщили о возобновлении ядерной программы, а в 2003 году стало известно о решении страны выйти из Договора о нераспространении ядерного оружия. Летом 2003 года для урегулирования ситуации были начаты шестисторонние переговоры с участием обеих Корей, России, США, КНР и Японии, но к февралю 2005 года они зашли в тупик, КНДР провозгласила себя ядерным государством, начала испытания баллистических ракет и окончательно отказалась от переговоров в сентябре 2006 года.
9 октября 2006 года КНДР провела первое испытание ядерного оружия, зафиксированное международными наблюдателями. Однако уже в декабре после возобновления поставок гуманитарной помощи Северной Корее продолжились шестисторонние переговоры, в ходе которых КНДР согласилась остановить работы по производству атомного оружия и заглушить реактор в Йонбене.
В апреле 2009 года КНДР объявила об успешном запуске на космическую орбиту спутника связи «Кванмёнсон-2» на ракете-носителе «Ынха-2». Запуск ракеты был осуществлен, несмотря на то, что Россия, США, Япония и Южная Корея просили от него воздержаться. По сообщениям наблюдателей, спутник не был выведен на орбиту, и если он действительно находился в третьей ступени ракеты, то упал вместе с ней в Тихий океан. США, Южная Корея и Япония предполагали, что за запуском спутника КНДР пыталась скрыть испытание межконтинентальной баллистической ракеты. Совет безопасности ООН оценил запуск ракеты как нарушение резолюции 2006 года, которая запрещала Северной Корее проводить испытания атомного оружия и баллистических ракет. В конце месяца он наложил арест на зарубежные счета ряда северокорейских организаций, связанных с разработкой ядерного оружия и баллистических ракет для КНДР. Однако 25 мая 2009 года Северная Корея провела вторые ядерные испытания, после чего Совбез ООН принял решение ужесточить санкции и расширил список северокорейских организаций и частных лиц, чьи зарубежные счета должны были быть заморожены. В ответ в сентябре 2009 года КНДР впервые признала наличие программы по обогащению урана и сообщила, что её ученые провели успешный эксперимент по получению оружейного плутония.

## Киновоплощения
Ги Джу-бонг / Gi Ju-bong в фильме «Шпион пошёл на Север» (2019).

## Личная жизнь

### Семья
- Отец — Ким Ир Сен (1912—1994) — основатель КНДР и её первый руководитель.
- Мать — Ким Чен Сук (1917—1949) — партийный и государственный деятель КНДР.
- Сестра — Ким Гён Хи (р. 1946) — единственная в КНДР женщина-генерал. Была замужем за Чан Сон Тхэком (1946—2013; назначен в Государственный комитет обороны КНДР — высший военный орган страны и средоточие власти)[40].

Ким Чен Ир был женат четыре раза, по официальной биографии имел трёх сыновей. Однако согласно опубликованным неофициальным сведениям, северокорейский вождь имел 17 детей, 9 из них внебрачные.
- Первая жена — Сон Хе Рим (1937—2002)

Сын — Ким Чон Нам (1971—2017). Прошёл обучение в Швейцарии. В 2001 году был пойман японскими властями при попытке проникнуть в Японию по поддельному паспорту. По словам самого Ким Чон Нама, он всего лишь собирался посетить парк аттракционов «Диснейленд» под Токио. Во время визита в Китай заявил, что его не интересует вопрос о возможном наследовании власти в стране после смерти отца. В 2017 убит в аэропорту Малайзии.
- Вторая жена — Ким Ён Сук (р. 1947)

Дочь — Ким Соль Сон (р. 1975). Работала в Отделе пропаганды и агитации ЦК Трудовой партии Кореи, курируя партийную литературу. В прошлом служила личной секретаршей своего отца.
- Третья жена — Ко Ён Хи (1953—2004). Танцовщица.

Сын — Ким Чон Чхоль (р. 1981). Учился в Швейцарии, гитарист.
Сын — Ким Чен Ын (р. 1982). Учился в Швейцарии, преемник отца по управлению КНДР, высший руководитель КНДР с 2011 года.
Дочь — Ким Ё Чжон (р. 1988). Заместитель Директора Отдела пропаганды и агитации ЦК ТПК.
- Четвёртая жена — Ким Ок (р. 1964).

|                          |                          |                          |                          |                          |                          |                         |                         |                           |                           |                           |                           | Ким Хён Джик (1894—1926)               | Ким Хён Джик (1894—1926)               | Ким Хён Джик (1894—1926)               | Ким Хён Джик (1894—1926)               | Ким Хён Джик (1894—1926)               | Ким Хён Джик (1894—1926)               |                        |                        |                        |                        |                        |                        | Кан Бан Сок (1892—1932) | Кан Бан Сок (1892—1932) | Кан Бан Сок (1892—1932) | Кан Бан Сок (1892—1932) | Кан Бан Сок (1892—1932)                    | Кан Бан Сок (1892—1932)                    |                                            |                                            |                                            |                                            |                        |                        |                        |                        |  |  |                          |                          |                          |                          |                          |                          |                       |                       |                          |                          |                          |                          |                          |                          |                        |                        |                        |                        |                        |                        |
|                          |                          |                          |                          |                          |                          |                         |                         |                           |                           |                           |                           | Ким Хён Джик (1894—1926)               | Ким Хён Джик (1894—1926)               | Ким Хён Джик (1894—1926)               | Ким Хён Джик (1894—1926)               | Ким Хён Джик (1894—1926)               | Ким Хён Джик (1894—1926)               |                        |                        |                        |                        |                        |                        | Кан Бан Сок (1892—1932) | Кан Бан Сок (1892—1932) | Кан Бан Сок (1892—1932) | Кан Бан Сок (1892—1932) | Кан Бан Сок (1892—1932)                    | Кан Бан Сок (1892—1932)                    |                                            |                                            |                                            |                                            |                        |                        |                        |                        |  |  |                          |                          |                          |                          |                          |                          |                       |                       |                          |                          |                          |                          |                          |                          |                        |                        |                        |                        |                        |                        |
|                          |                          |                          |                          |                          |                          |                         |                         |                           |                           |                           |                           |                                        |                                        |                                        |                                        |                                        |                                        |                        |                        |                        |                        |                        |                        |                         |                         |                         |                         |                                            |                                            |                                            |                                            |                                            |                                            |                        |                        |                        |                        |  |  |                          |                          |                          |                          |                          |                          |                       |                       |                          |                          |                          |                          |                          |                          |                        |                        |                        |                        |                        |                        |
|                          |                          |                          |                          |                          |                          |                         |                         |                           |                           |                           |                           |                                        |                                        |                                        |                                        |                                        |                                        |                        |                        |                        |                        |                        |                        |                         |                         |                         |                         |                                            |                                            |                                            |                                            |                                            |                                            |                        |                        |                        |                        |  |  |                          |                          |                          |                          |                          |                          |                       |                       |                          |                          |                          |                          |                          |                          |                        |                        |                        |                        |                        |                        |
|                          |                          |                          |                          |                          |                          | Ким Чен Сук (1917—1949) | Ким Чен Сук (1917—1949) | Ким Чен Сук (1917—1949)   | Ким Чен Сук (1917—1949)   | Ким Чен Сук (1917—1949)   | Ким Чен Сук (1917—1949)   |                                        |                                        |                                        |                                        |                                        |                                        | Ким Ир Сен (1912—1994) | Ким Ир Сен (1912—1994) | Ким Ир Сен (1912—1994) | Ким Ир Сен (1912—1994) | Ким Ир Сен (1912—1994) | Ким Ир Сен (1912—1994) |                         |                         |                         |                         |                                            |                                            |                                            |                                            |                                            |                                            |                        |                        |                        |                        |  |  |                          |                          |                          |                          |                          |                          | Ким Сон Э (1928—2014) | Ким Сон Э (1928—2014) | Ким Сон Э (1928—2014)    | Ким Сон Э (1928—2014)    | Ким Сон Э (1928—2014)    | Ким Сон Э (1928—2014)    |                          |                          | Ким Ён Чжу (1920—2021) | Ким Ён Чжу (1920—2021) | Ким Ён Чжу (1920—2021) | Ким Ён Чжу (1920—2021) | Ким Ён Чжу (1920—2021) | Ким Ён Чжу (1920—2021) |
|                          |                          |                          |                          |                          |                          | Ким Чен Сук (1917—1949) | Ким Чен Сук (1917—1949) | Ким Чен Сук (1917—1949)   | Ким Чен Сук (1917—1949)   | Ким Чен Сук (1917—1949)   | Ким Чен Сук (1917—1949)   |                                        |                                        |                                        |                                        |                                        |                                        | Ким Ир Сен (1912—1994) | Ким Ир Сен (1912—1994) | Ким Ир Сен (1912—1994) | Ким Ир Сен (1912—1994) | Ким Ир Сен (1912—1994) | Ким Ир Сен (1912—1994) |                         |                         |                         |                         |                                            |                                            |                                            |                                            |                                            |                                            |                        |                        |                        |                        |  |  |                          |                          |                          |                          |                          |                          | Ким Сон Э (1928—2014) | Ким Сон Э (1928—2014) | Ким Сон Э (1928—2014)    | Ким Сон Э (1928—2014)    | Ким Сон Э (1928—2014)    | Ким Сон Э (1928—2014)    |                          |                          | Ким Ён Чжу (1920—2021) | Ким Ён Чжу (1920—2021) | Ким Ён Чжу (1920—2021) | Ким Ён Чжу (1920—2021) | Ким Ён Чжу (1920—2021) | Ким Ён Чжу (1920—2021) |
|                          |                          |                          |                          |                          |                          |                         |                         |                           |                           |                           |                           |                                        |                                        |                                        |                                        |                                        |                                        |                        |                        |                        |                        |                        |                        |                         |                         |                         |                         |                                            |                                            |                                            |                                            |                                            |                                            |                        |                        |                        |                        |  |  |                          |                          |                          |                          |                          |                          |                       |                       |                          |                          |                          |                          |                          |                          |                        |                        |                        |                        |                        |                        |
|                          |                          |                          |                          |                          |                          |                         |                         |                           |                           |                           |                           |                                        |                                        |                                        |                                        |                                        |                                        |                        |                        |                        |                        |                        |                        |                         |                         |                         |                         |                                            |                                            |                                            |                                            |                                            |                                            |                        |                        |                        |                        |  |  |                          |                          |                          |                          |                          |                          |                       |                       |                          |                          |                          |                          |                          |                          |                        |                        |                        |                        |                        |                        |
| Сон Хе Рим (1937—2002)   | Сон Хе Рим (1937—2002)   | Сон Хе Рим (1937—2002)   | Сон Хе Рим (1937—2002)   | Сон Хе Рим (1937—2002)   | Сон Хе Рим (1937—2002)   |                         |                         |                           |                           |                           |                           | Ким Чен Ир (1941—2011)                 | Ким Чен Ир (1941—2011)                 | Ким Чен Ир (1941—2011)                 | Ким Чен Ир (1941—2011)                 | Ким Чен Ир (1941—2011)                 | Ким Чен Ир (1941—2011)                 |                        |                        | Ко Ён Хи (1952—2004)   | Ко Ён Хи (1952—2004)   | Ко Ён Хи (1952—2004)   | Ко Ён Хи (1952—2004)   | Ко Ён Хи (1952—2004)    | Ко Ён Хи (1952—2004)    |                         |                         | Ким Гён Хи (род. 1946)                     | Ким Гён Хи (род. 1946)                     | Ким Гён Хи (род. 1946)                     | Ким Гён Хи (род. 1946)                     | Ким Гён Хи (род. 1946)                     | Ким Гён Хи (род. 1946)                     |                        |                        |                        |                        |  |  | Чан Сон Тхэк (1946—2013) | Чан Сон Тхэк (1946—2013) | Чан Сон Тхэк (1946—2013) | Чан Сон Тхэк (1946—2013) | Чан Сон Тхэк (1946—2013) | Чан Сон Тхэк (1946—2013) |                       |                       | Ким Пхён Иль (род. 1954) | Ким Пхён Иль (род. 1954) | Ким Пхён Иль (род. 1954) | Ким Пхён Иль (род. 1954) | Ким Пхён Иль (род. 1954) | Ким Пхён Иль (род. 1954) |                        |                        |                        |                        |                        |                        |
| Сон Хе Рим (1937—2002)   | Сон Хе Рим (1937—2002)   | Сон Хе Рим (1937—2002)   | Сон Хе Рим (1937—2002)   | Сон Хе Рим (1937—2002)   | Сон Хе Рим (1937—2002)   |                         |                         |                           |                           |                           |                           | Ким Чен Ир (1941—2011)                 | Ким Чен Ир (1941—2011)                 | Ким Чен Ир (1941—2011)                 | Ким Чен Ир (1941—2011)                 | Ким Чен Ир (1941—2011)                 | Ким Чен Ир (1941—2011)                 |                        |                        | Ко Ён Хи (1952—2004)   | Ко Ён Хи (1952—2004)   | Ко Ён Хи (1952—2004)   | Ко Ён Хи (1952—2004)   | Ко Ён Хи (1952—2004)    | Ко Ён Хи (1952—2004)    |                         |                         | Ким Гён Хи (род. 1946)                     | Ким Гён Хи (род. 1946)                     | Ким Гён Хи (род. 1946)                     | Ким Гён Хи (род. 1946)                     | Ким Гён Хи (род. 1946)                     | Ким Гён Хи (род. 1946)                     |                        |                        |                        |                        |  |  | Чан Сон Тхэк (1946—2013) | Чан Сон Тхэк (1946—2013) | Чан Сон Тхэк (1946—2013) | Чан Сон Тхэк (1946—2013) | Чан Сон Тхэк (1946—2013) | Чан Сон Тхэк (1946—2013) |                       |                       | Ким Пхён Иль (род. 1954) | Ким Пхён Иль (род. 1954) | Ким Пхён Иль (род. 1954) | Ким Пхён Иль (род. 1954) | Ким Пхён Иль (род. 1954) | Ким Пхён Иль (род. 1954) |                        |                        |                        |                        |                        |                        |
|                          |                          |                          |                          |                          |                          |                         |                         |                           |                           |                           |                           |                                        |                                        |                                        |                                        |                                        |                                        |                        |                        |                        |                        |                        |                        |                         |                         |                         |                         |                                            |                                            |                                            |                                            |                                            |                                            |                        |                        |                        |                        |  |  |                          |                          |                          |                          |                          |                          |                       |                       |                          |                          |                          |                          |                          |                          |                        |                        |                        |                        |                        |                        |
|                          |                          |                          |                          |                          |                          |                         |                         |                           |                           |                           |                           |                                        |                                        |                                        |                                        |                                        |                                        |                        |                        |                        |                        |                        |                        |                         |                         |                         |                         |                                            |                                            |                                            |                                            |                                            |                                            |                        |                        |                        |                        |  |  |                          |                          |                          |                          |                          |                          |                       |                       |                          |                          |                          |                          |                          |                          |                        |                        |                        |                        |                        |                        |
| Ким Чен Нам (1971—2017)  | Ким Чен Нам (1971—2017)  | Ким Чен Нам (1971—2017)  | Ким Чен Нам (1971—2017)  | Ким Чен Нам (1971—2017)  | Ким Чен Нам (1971—2017)  |                         |                         | Ким Чен Чхоль (род. 1981) | Ким Чен Чхоль (род. 1981) | Ким Чен Чхоль (род. 1981) | Ким Чен Чхоль (род. 1981) | Ким Чен Чхоль (род. 1981)              | Ким Чен Чхоль (род. 1981)              |                                        |                                        | Ким Чен Ын (род. 1982)                 | Ким Чен Ын (род. 1982)                 | Ким Чен Ын (род. 1982) | Ким Чен Ын (род. 1982) | Ким Чен Ын (род. 1982) | Ким Чен Ын (род. 1982) |                        |                        | Ли Соль Чжу (род. 1989) | Ли Соль Чжу (род. 1989) | Ли Соль Чжу (род. 1989) | Ли Соль Чжу (род. 1989) | Ли Соль Чжу (род. 1989)                    | Ли Соль Чжу (род. 1989)                    |                                            |                                            | Ким Ё Чжон (род. 1987)                     | Ким Ё Чжон (род. 1987)                     | Ким Ё Чжон (род. 1987) | Ким Ё Чжон (род. 1987) | Ким Ё Чжон (род. 1987) | Ким Ё Чжон (род. 1987) |  |  | Чан Гём Сон (1977—2006)  | Чан Гём Сон (1977—2006)  | Чан Гём Сон (1977—2006)  | Чан Гём Сон (1977—2006)  | Чан Гём Сон (1977—2006)  | Чан Гём Сон (1977—2006)  |                       |                       |                          |                          |                          |                          |                          |                          |                        |                        |                        |                        |                        |                        |
| Ким Чен Нам (1971—2017)  | Ким Чен Нам (1971—2017)  | Ким Чен Нам (1971—2017)  | Ким Чен Нам (1971—2017)  | Ким Чен Нам (1971—2017)  | Ким Чен Нам (1971—2017)  |                         |                         | Ким Чен Чхоль (род. 1981) | Ким Чен Чхоль (род. 1981) | Ким Чен Чхоль (род. 1981) | Ким Чен Чхоль (род. 1981) | Ким Чен Чхоль (род. 1981)              | Ким Чен Чхоль (род. 1981)              |                                        |                                        | Ким Чен Ын (род. 1982)                 | Ким Чен Ын (род. 1982)                 | Ким Чен Ын (род. 1982) | Ким Чен Ын (род. 1982) | Ким Чен Ын (род. 1982) | Ким Чен Ын (род. 1982) |                        |                        | Ли Соль Чжу (род. 1989) | Ли Соль Чжу (род. 1989) | Ли Соль Чжу (род. 1989) | Ли Соль Чжу (род. 1989) | Ли Соль Чжу (род. 1989)                    | Ли Соль Чжу (род. 1989)                    |                                            |                                            | Ким Ё Чжон (род. 1987)                     | Ким Ё Чжон (род. 1987)                     | Ким Ё Чжон (род. 1987) | Ким Ё Чжон (род. 1987) | Ким Ё Чжон (род. 1987) | Ким Ё Чжон (род. 1987) |  |  | Чан Гём Сон (1977—2006)  | Чан Гём Сон (1977—2006)  | Чан Гём Сон (1977—2006)  | Чан Гём Сон (1977—2006)  | Чан Гём Сон (1977—2006)  | Чан Гём Сон (1977—2006)  |                       |                       |                          |                          |                          |                          |                          |                          |                        |                        |                        |                        |                        |                        |
|                          |                          |                          |                          |                          |                          |                         |                         |                           |                           |                           |                           |                                        |                                        |                                        |                                        |                                        |                                        |                        |                        |                        |                        |                        |                        |                         |                         |                         |                         |                                            |                                            |                                            |                                            |                                            |                                            |                        |                        |                        |                        |  |  |                          |                          |                          |                          |                          |                          |                       |                       |                          |                          |                          |                          |                          |                          |                        |                        |                        |                        |                        |                        |
|                          |                          |                          |                          |                          |                          |                         |                         |                           |                           |                           |                           |                                        |                                        |                                        |                                        |                                        |                                        |                        |                        |                        |                        |                        |                        |                         |                         |                         |                         |                                            |                                            |                                            |                                            |                                            |                                            |                        |                        |                        |                        |  |  |                          |                          |                          |                          |                          |                          |                       |                       |                          |                          |                          |                          |                          |                          |                        |                        |                        |                        |                        |                        |
|                          |                          |                          |                          |                          |                          |                         |                         |                           |                           |                           |                           |                                        |                                        |                                        |                                        |                                        |                                        |                        |                        |                        |                        |                        |                        |                         |                         |                         |                         |                                            |                                            |                                            |                                            |                                            |                                            |                        |                        |                        |                        |  |  |                          |                          |                          |                          |                          |                          |                       |                       |                          |                          |                          |                          |                          |                          |                        |                        |                        |                        |                        |                        |
| Ким Хан Соль (род. 1995) | Ким Хан Соль (род. 1995) | Ким Хан Соль (род. 1995) | Ким Хан Соль (род. 1995) | Ким Хан Соль (род. 1995) | Ким Хан Соль (род. 1995) |                         |                         |                           |                           |                           |                           | <неизвестный по имени сын> (род. 2009) | <неизвестный по имени сын> (род. 2009) | <неизвестный по имени сын> (род. 2009) | <неизвестный по имени сын> (род. 2009) | <неизвестный по имени сын> (род. 2009) | <неизвестный по имени сын> (род. 2009) |                        |                        | Ким Чжу Э (род. 2013)  | Ким Чжу Э (род. 2013)  | Ким Чжу Э (род. 2013)  | Ким Чжу Э (род. 2013)  | Ким Чжу Э (род. 2013)   | Ким Чжу Э (род. 2013)   |                         |                         | <неизвестный по имени ребёнок> (род. 2017) | <неизвестный по имени ребёнок> (род. 2017) | <неизвестный по имени ребёнок> (род. 2017) | <неизвестный по имени ребёнок> (род. 2017) | <неизвестный по имени ребёнок> (род. 2017) | <неизвестный по имени ребёнок> (род. 2017) |                        |                        |                        |                        |  |  |                          |                          |                          |                          |                          |                          |                       |                       |                          |                          |                          |                          |                          |                          |                        |                        |                        |                        |                        |                        |

### Образ жизни
Ким со студенческих лет был большим ценителем кинематографа. В 1978 году он якобы организовал похищение кинорежиссёра и актрисы из Южной Кореи, чтобы снять фильм по своей задумке; у него в коллекции более 20 тысяч фильмов, по большей части, доставленных из России и Китая. Он лично писал сценарии для экранизаций историй своего отца и участвовал в создании фильмов, прославляющих идеологию чучхе. Ким Чен Ир предпочитал совершать зарубежные поездки на специально оборудованном бронепоезде. Несмотря на его эксцентричность, эксперты утверждали, что Ким внимательно следил за происходящими в мире событиями и старался умело использовать их на пользу своему режиму. Известный северокорейский перебежчик Хван Чжан Ёп описывал его как вспыльчивого и властного тирана, который избавлялся от всех, кто ему перечил. Сам Ким Чен Ир называл себя знатоком Интернета и в 2000 году даже попросил адрес электронной почты государственного секретаря США Мадлен Олбрайт во время её визита в Пхеньян.
Ким Чен Ир любил изысканную пищу, дорогой алкоголь, автомобили и женщин. Кроме того, он увлекался верховой ездой, любил орловских рысаков. В 1993 году упал с лошади и сильно ударился головой. Для лечения был тайно приглашен известный французский невролог Франсуа-Ксавье Ру, поскольку ни один корейский врач не осмеливался лечить «Дорогого Вождя».
Вставая по утрам, Ким Чен Ир обычно тренировал свою память. Он сам сказал по этому поводу: «Память становится лучше, если чаще включать голову. Я встаю по утрам рано и тренирую свою память». На вопрос ИТАР-ТАСС, как он проводит своё свободное время, Ким Чен Ир сказал:
Люблю идти в гущу народа, проводить время вместе с ним. Интересуюсь, как живут и работают жители нашей страны, забочусь о них, задушевно с ними беседую, разделяю с ними горе и радость — вот что для меня самое плодотворное и отрадное дело. И ещё — я люблю чтение и музыку. Книга и музыка — это „пища“ для нашего дела, это наша жизнь.
Рост Ким Чен Ира составлял примерно 160 см (в разных источниках указывается от 160 до 165 см), что являлось достаточно типичным ростом для корейского мужчины своего поколения. Однако, чтобы увеличить свой рост, он использовал ботинки с каблуком или на высокой подошве.

## Некоторые титулы Кима
| 위대한 원수님              | Великий маршал                      |
| 당중앙                     | Центр партии                        |
| 친애하는 지도자            | Любимый Руководитель                |
| 존경하는 지도자            | Уважаемый Руководитель              |
| 조국통일의 구성            | Залог объединения Родины            |
| 민족의 운명                | Судьба нации                        |
| 백두광명성                 | Яркая звезда Пэктусана              |
| 인민의 어버이              | Отец народа                         |
| 민족의 태양                | Солнце нации                        |
| 위대한 장군님              | Великий Полководец                  |
| 위대한 령도자              | Великий Руководитель                |
| 당중앙위원회 영원한 총비서 | Вечный Генеральный Секретарь ЦК ТПК |

## Слухи о смерти
В 2008 году северокорейский правитель практически не появлялся на экранах, не посетил церемонию олимпийского огня в Пхеньяне и даже не показался на параде в честь 60-летия основания КНДР. Это дало повод для слухов о том, что Ким Чен Ир действительно умер. В августе 2008 года в японском еженедельнике «Сюкан Гэндай» была опубликована статья эксперта по Корее, профессора Тосимицу Сигэмуры, который заявил, что Ким Чен Ир якобы скончался в 2003 году, а с тех пор на публике появляются его двойники. В сентябре 2008 года появились сообщения от американских, японских и южнокорейских информационных агентств о том, что Ким Чен Ир находится в тяжёлом состоянии после пережитого инсульта, а из Китая к нему были направлены лучшие врачи. Ещё до этих событий ходили слухи, что Ким Чен Ир страдает от алкоголизма, диабета и депрессии. Северокорейские источники опровергли эти сведения, заявив, что с Ким Чен Иром все в порядке, однако его местонахождение оставалось неизвестным. В сентябре 2008 года на вопрос иностранных журналистов о том, где может находиться руководитель Северной Кореи, премьер-министр России Владимир Путин заявил, что тот «лежит в мавзолее». Северокорейская сторона распространяла фотографии Ким Чен Ира, однако в СМИ поднимался вопрос об их подлинности.
В середине декабря 2008 года глава Тихоокеанского командования США Тимоти Китинг опроверг все слухи о болезни и смерти Ким Чен Ира, заявив, что тот по-прежнему управляет страной. 18 декабря спецслужбы Северной Кореи объявили о предотвращении покушения против Ким Чен Ира, якобы готовившегося южнокорейской стороной. Эксперты отмечали, что до этого Пхеньян старался скрыть любые сообщения о покушениях против северокорейского лидера.
Известия о болезни Ким Чен Ира подняли вопрос о возможном наследнике на посту главы КНДР. Родной брат Ким Чен Ира утонул в реке в 1948 году, а его сводный брат Ким Пхён Иль занимал должность посла КНДР в Польше. Возможным преемником Ким Чен Ира называли его старшего внебрачного сына от любовницы Сон Хе Рим — Ким Чен Нама, однако он находился в опале. Также вероятными наследниками главы КНДР называли его сыновей от балерины Ко Ён Хи: Ким Чен Чхоля и Ким Чен Ына. При этом сам Ким Чен Ир якобы называл Ким Чен Чхоля слишком слабым для роли главы государства. По другим сведениям, в случае смерти Ким Чен Ира армейское лидерство решит не продолжать фамильную династию Кимов, а выдвинет в лидеры председателя Верховного народного собрания КНДР Ким Ён Нама.
15 января 2009 года южнокорейское новостное агентство «Рёнхап» распространило сообщение о том, что, опасаясь за своё здоровье, Ким Чен Ир назначил своим преемником младшего сына — Ким Чен Ына. По мнению аналитиков, данное назначение стало неожиданностью даже для руководителей Трудовой партии Кореи. Однако, по данным японской газеты «Ёмиури симбун», номинальным главой страны должен был стать старший сын — Ким Чен Нам.
В сентябре 2010 года было объявлено о проведении первого с 1980 года большого собрания Трудовой партии Кореи — партийной конференции, на которой, по мнению журналистов, должно было быть объявлено о назначении преемника Кич Чен Ира. Хотя многие источники по-прежнему утверждали, что им станет Ким Чен Ын, премьер-министр КНР Вэнь Цзябао на встрече с бывшим президентом США Джимми Картером в Пекине сообщил, что сам Ким Чен Ир назвал слухи о передаче власти сыну «ложными слухами с Запада». В ходе партконференции Ким Чен Ир был переизбран на посту генерального секретаря Трудовой партии Кореи. Северокорейское телевидение также сообщило, что Ким Чен Ын получил звание генерала и несколько важных партийных постов.

## Смерть
Ким Чен Ир скончался 17 декабря 2011 года 08:30 по местному времени в своём бронепоезде во время инспекционной поездки по стране. По данным разведки Республики Корея, поезд Ким Чен Ира оставался в Пхеньяне, а сам лидер КНДР умер дома. Смерть наступила, несмотря на все необходимые меры, предпринятые медиками. Ким Чен Ир в течение длительного времени лечился от сердечно-сосудистых заболеваний. По данным агентства «Reuters», северокорейский лидер страдал от диабета и болезни сердца, однако о здоровье заботился не сильно — много курил, предпочитая крепкие сигары, и регулярно употреблял коньяк. Агентство Yonhap отметило, что причиной смерти вождя стало «внезапно развившееся заболевание», о природе которого не сообщается. Как сообщило официальное северокорейское агентство ЦТАК, он умер «от психического и физического переутомления, вызванного непрерывными инспекционными поездками по стране в интересах строительства процветающего государства», однако официальной причиной смерти назван сердечный приступ. Объявление о смерти вождя было сделано два дня спустя, 19 декабря, в полдень по местному времени. Преемником главы КНДР был назначен Ким Чен Ын, третий сын Ким Чен Ира.

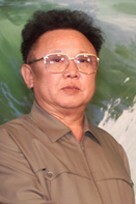
Ким Чен Ир

Тело северокорейского лидера было выставлено для прощания в гробу под стеклянным колпаком в мемориальном дворце в Пхеньяне. Похороны были назначены на 28 декабря 2011 года. Забальзамированное тело Ким Чен Ира размещено в мемориальном мавзолее «Кымсусан» рядом с телом его отца — Ким Ир Сена. Вместе со стеклянным гробом Ким Чен Ира в усыпальницу также помещена его одежда, рабочий стол, автомобиль и бронированный вагон, на которых он совершал поездки.

## Военная карьера
| Маршал КНДР         | Генералиссимус КНДР            |
| ------------------- | ------------------------------ |
|                     |                                |
| 20 апреля 1992 года | 14 февраля 2012 года Посмертно |

## Награды
- Герой КНДР (1975, 1982, 1992 и 2011)
- Орден Государственного флага I степени[54]
- Орден Ким Ир Сена (1978, 1982 и 1992)
- Орден Солдатской славы
- Орден Красного Знамени Трех Великих Революций
- Медаль за трудовые заслуги
- Орден Военно-Инженерной службы в честь 30 летия
- Медаль «50 лет Победы в Великой Отечественной войне 1941-1945 гг.» (5 мая 1995)[55]
- Медаль ЦК КПСС «90 лет Великой Октябрьской социалистической Революции» (2008)[56]
- Национальный орден «За заслуги» Гвинеи (кавалер Большого Креста)[57]
- Орден Фонда милосердия имени Анны Павловой[58]
- Орден Фонда «За выдающийся вклад в дело возрождения и процветания мира»[59]
- Юбилейная медаль «60 лет Победы в Великой Отечественной войне 1941—1945» (март 2005)[60]
- Медаль города Триеста. (23 февраля 1997)[61]
- Орден «За Вклад в Мировую Культуру»
- Орден «Звезда Мецената»[62]
- Памятная медаль Пискарёвского кладбища[63]
- Медаль «65 лет Победы в Великой Отечественной войне 1941—1945» (март 2010)[64]

### Премии
- Премия Ким Ир Сена (февраль 1973)[65]
- Международная премия Ким Ир Сена (16 февраля 2007)[66]
- Лауреат Международной Премии «Добрый Ангел Мира»[62]

### Звания
- Почётный доктор Дальневосточного федерального университета (27 октября 2005)[67][68]
- Почётный академик Международной Академии Культуры и Искусства
- Почётный академик Международной Академии Меценатства
- Почётный академик Международной Академии Общественных Наук[62]

### Комментарии
1. ↑  Почётный титул без формальных полномочий. Де-факто все полномочия Ким Чен Ира закончились с его смертью, 17 декабря 2011 года.
2. ↑  Летом 2008 года Ким Чен Ир перенес инсульт.  Для лечения был снова приглашен Франсуа-Ксавье Ру, главный нейрохирург парижской больницы  Святой  Анны, лечивший вождя после падения с лошади в 1993 году[48].